# Коренёвщино
Коренёвщино — село, административный центр Коренёвщинского сельсовета Добровского района Липецкой области.

## География
В центре села находится пруд, к которому примыкает лес. Село расположено на границе с Грязинским районом, расстояние до села Доброе составляет 18 км по автодорогам на север.

## История
Основано в конце XVII века рязанским дворянином Кореневым, почему и получило такое название. Именовалось также Покровским — по Покровской церкви, известной по документам 1723 года.
В 1858 году на её месте построена новая каменная Покровская церковь с приделами св. Николая и Рождества Божией Матери.
В 1860 году в селе значилось 10 дворов (отдельных усадеб), в которых проживало 203 крепостных крестьянина мужского пола. В их пользовании находилось 114 десятин пахотной земли.
В 1862 году во владельческом селе Покровское (Кореневщина) 1-го стана Липецкого уезда Тамбовской губернии было 73 двора, 344 мужчины и 359 женщин населения, церковь.
По данным начала 1883 года в селе Бутырской волости Липецкого уезда проживало 717 собственников из помещичьих крестьян в 118 домохозяйствах (343 мужчины и 374 женщины). К селу относилось 456,8 десятин удобной надельной земли; имелось 99 лошадей, 128 голов КРС, 776 овец и 11 свиней. Имелось 3 промышленных заведения и 2 трактира или питейных дома. Было 27 грамотных и 11 учащихся.
По сведениям 1888 года к селу также относилось два относительно крупных крестьянских имения — А. М. Седых и Т. В. Иноземцева, занимавшие в сумме 114,5 десятин земли (большей частью пахотной) и частично сдававшиеся.
По переписи 1897 года — 786 жителей (359 мужчин, 427 женщин), все православные.
В 1911 году здесь было 136 дворов великороссов-земледельцев, проживал 901 человек (412 мужчин и 489 женщин). Имелась церковно-приходская одноклассная школа. В штате церкви состояли священник и псаломщик, ей принадлежало 1 десятина 500 квадратных саженей усадебной и 55,5 десятин полевой земли.
В 1926 году в селе Бутырской волости Липецкого уезда — 212 дворов (211 русских), 1119 жителей (511 мужчин, 608 женщин).
До войны здесь насчитывалось 247 дворов.
По сведениям карты 1989 года в Коренёвщино около 420 жителей.

## Население
| 2006 | 2010 |
| ---- | ---- |
| 485  | ↗499 |

В 2002 году население села составляло 489 жителей, 92 % — русские.
В 2010 году — 499 жителей (219 мужчин, 280 женщин).

## Усадьба Пушкиных
В XVIII веке в Коренёвщине находилась помещичья усадьба Федора Петровича Пушкина — прапрадеда русского поэта А. С. Пушкина.
Усадьба Пушкиных в Коренёвщине состояла из господского дома, каменного флигеля, каретного сарая, бани, дома приказчика, трех амбаров и двух людских изб для прислуги. Неподалёку от дома была построена деревянная церковь во имя Покрова Богородицы.
В Кореневщине жила бабка Пушкина — Мария Алексеевна, которая в 1772 году вышла замуж за приехавшего в Липецк майора морской артиллерии Осипа Ганнибала, сына знаменитого «арапа Петра Великого». Венчание прошло в липецкой Вознесенской церкви (ныне снесена; находилась на Вознесенской площади).
От этого брака в 1775 году родилась дочь Надежда — будущая мать Пушкина. Чуть позже Осип Ганнибал уезжает к своему отцу в село Суйду. Там он вел разгульную жизнь и в итоге сбежал от отца и жены. Мария Алексеевна предпочла вернуться в Коренёвщино с дочерью Надеждой. Там они пребывали до 1784 года, когда они переехали в Петербург.
В 1799 году, когда родился А. С. Пушкин, коренёвщинская усадьба сгорела. Её сначала частично восстановили, но затем продали.
К 200-летию со дня рождения великого поэта в 1999 году в селе Кореневщино рядом с усадебными постройками установили памятный знак.

## Инфраструктура
Имеются фельдшерско-акушерский пункт, средняя школа, почтовое отделение, сельский дом культуры. В селе 48 улиц, большинство из которых существует пока только на бумаге.